# Wettenberg
Wettenberg är en kommun i Landkreis Gießen i Regierungsbezirk Gießen i förbundslandet Hessen i Tyskland. Kommunerna  Krofdorf-Gleiberg, Wißmar och Launsbach gick 1 januari 1977 upp i staden Lahn, när staden upplöstes 1 augusti 1979 bildade de tre tidigare kommuner den nya kommunen Wettenberg.